# Nikola Mandić
Nikola Mandić (Travnik, 1869. január 20. – Zágráb, 1945. június 7.) horvát politikus, az osztrák-magyar fennhatóság alatti Bosznia-Hercegovina egyik vezető politikai személyisége volt. A második világháború alatt a Független Horvát Állam (NDH) miniszterelnöke is volt. A jugoszláv partizánok háborús bűnösként 1945. június 7-én kivégezték.

## Élete és pályafutása
Nikola Mandić 1869. január 20-án boszniai horvát családban született Travnik városában. A gimnáziumot Szarajevóban végezte, majd a bécsi egyetemen folytatta jogi tanulmányait, ahol 1894-ben jogi doktorátust szerzett. Ezután visszatért Szarajevóba, és igazságügyi hivatalnokként dolgozott, mielőtt ügyvéd lett. Az 1900-as évek elején Mandić az egyik legbefolyásosabb horvát politikus lett Bosznia-Hercegovinában. 1907-ben más horvát politikusokkal megalapította a Horvát Népszövetség néven ismert politikai pártot (horvátul Hrvatska narodna zajednica, rövidítve: HNZ). A pártot 1907 novemberében jegyezték be Ausztria-Magyarországban, és Mandićot 1908 februárjában az alapító közgyűlésen a párt vezetőjévé választották. Ekkor Szarajevó alpolgármestereként dolgozott.

### Az Osztrák-Magyar Monarchiában
1908. október 6-án Ausztria-Magyarország hivatalosan is annektálta Bosznia-Hercegovinát. Mandić feltétel nélkül támogatta a lépést, azzal érvelve, hogy az annektálás megkönnyíti a későbbi egyesülést a névlegesen autonóm Horvát-Szlavón Királysággal. Úgy vélte továbbá, hogy Bosznia-Hercegovinának meg kell kapnia a „birodalom országa” státuszt, amelyet Ausztria és a Magyar Királyság közösen irányít. Mandić 1910-ben a HNZ képviseletében a boszniai országgyűlés (Bosanski sabor) tagja lett. 1911-ben az országgyűlés elnökévé választották, és Ferenc József császár rendeletével Bosznia-Hercegovina alelnökévé nevezték ki. Mandić alapítója és első elnöke volt a Horvát Központi Banknak (Hrvatska centralna banka, HCB), valamint leányvállalatának, a Szarajevói Mezőgazdasági Banknak (Poljoprivredna banka u Sarajevo, PBS). Egy horvát kórust is alapított „Trebević” néven. Mandić Ausztria-Magyarország 1918 novemberi felbomlásáig a bosnyák országgyűlés tagja maradt.

### A Jugoszláv Királyságban
A Szerb-Horvát-Szlovén Királyság megalakulását követően Mandićot az új országgyűlés képviselőjének választották, de soha nem lépett hivatalba, mert prominens szerb politikusok megvétózták kinevezését. 1920-ban Mandićot a Horvát Néppárt képviseletében a Szerb-Horvát-Szlovén Királyság alkotmányozó nemzetgyűlésébe választották. A gyűlésen a horvát, a jugoszláv politikai célok szószólójaként vált ismertté. Kifejezte, hogy ellenzi I. Sándor jugoszláv király ún. „Vidovdan” (Szent Vid napi) alkotmányát, és amikor azt 1921. június 28-án 223 igen, 35 nem, és 161 tartózkodás mellett elfogadták, ő nemmel szavazott. A szavazás eredménye miatti csalódásában Mandić lemondott a nemzetgyűlési tagságáról.

### A Független Horvát Államban
A Független Horvát Állam (Nezavisna Država Hrvatska, rövidítve: NDH) kikiáltásakor Mandić nyugdíjas kormányhivatalnokként élt. Ügyvédként dolgozott, és 1943 szeptemberéig a szarajevói ügyvédi kamara elnöke volt. 1943. szeptember 2-án Ante Pavelić fővezér felajánlotta Mandićnak a miniszterelnöki posztot. Mandić elfogadta az ajánlatot. Kinevezését vegyes érzelmek fogadták, és feldühített az olyan politikusokat, mint Mladen Lorković, Mile Starčević és Vladimir Košak, akik közül néhányan a döntés miatt lemondással fenyegetőztek. Felhozták Mandić korát, és megkérdőjelezték, hogy képes lesz-e a legjobb tudása szerint szolgálni.
Mandić azonnal bekapcsolódott a Horvát Parasztpárttal (Hrvatska seljačka stranka, rövidítve: HSS) folytatott megbeszélésekbe, mely a Független Horvát Állam kormányának összetételéről és jellegéről folyt. A koalíciós kormány létrehozását szorgalmazta, míg a HSS prominens tagja, August Košutić egy olyan klerikális párt által irányított kormány mellett foglalt állást, amely elhatárolja az Usztasát a horvát állampolitikától. A megbeszélések 1943 szeptemberének végén véget értek, és nem született politikai kompromisszum.

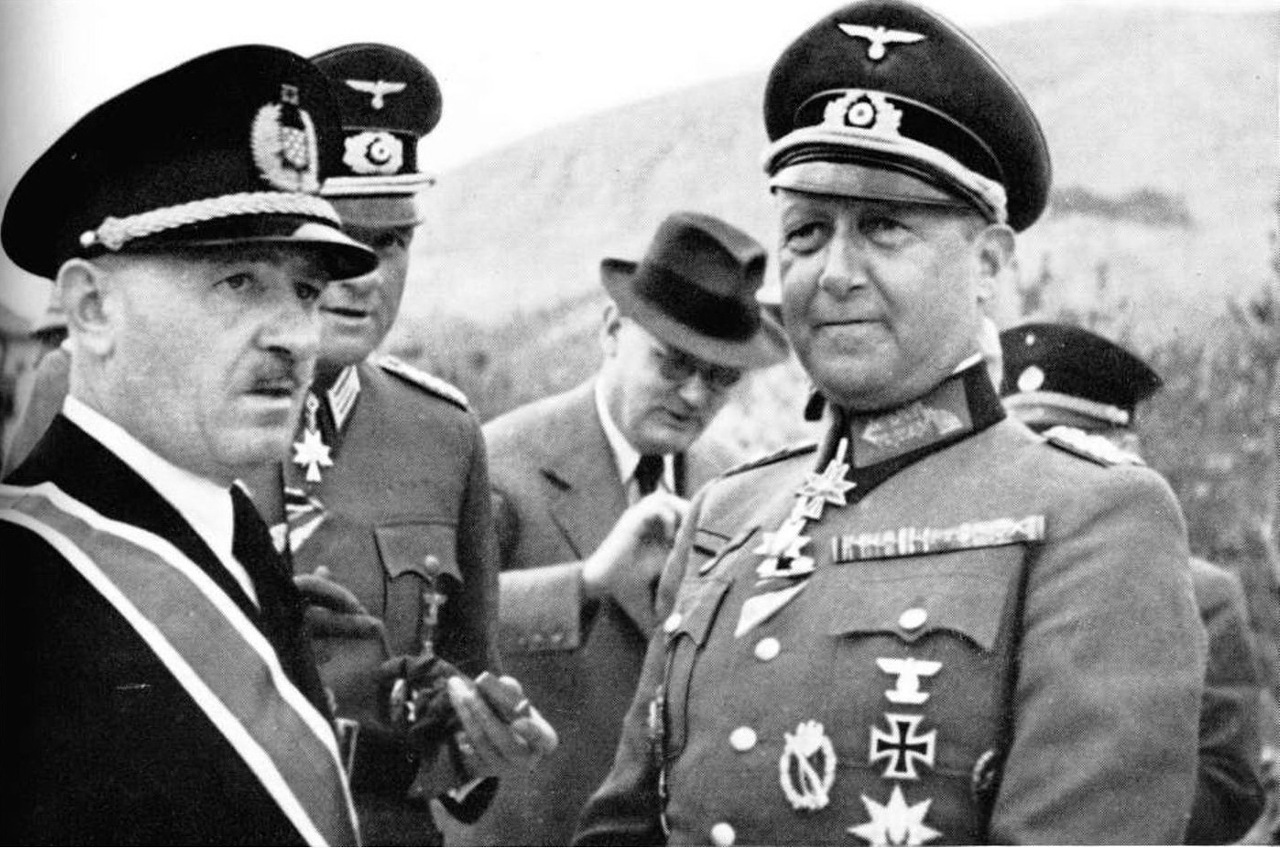
Nikola Mandić (balra) Fritz Neidolt tábornokkal, az Ördöghadosztály néven ismert 369. (horvát) gyaloghadosztály parancsnokával.

1944. március 1-jén Mandić és Stjepan Perić horvát külügyminiszter meglátogatta Adolf Hitlert a Salzburgtól 4 km-re nyugatra található klessheimi kastélyban. A találkozón Joachim von Ribbentrop német külügyminiszter is jelen volt. Hitler hangsúlyozta, hogy Horvátországot szövetségesnek és partnernek tekinti, és fenntartotta, hogy Szerbia csupán egy meghódított állam, és kijelentette: „(a) szerbek soha nem lesznek (Németország) barátai”. Mandić és Perić panaszkodtak Hitlernek, hogy az SS Handschar (1. horvát) 13. Waffen-hegyi hadosztályának törzstisztjei támogatják Bosznia-Hercegovina autonómiáját. Hitler nem értett egyet Mandić megosztottságról alkotott értékelésével, de később kompromisszumra jutott a muszlim autonomistákkal, amely szerint a hadosztály Boszniában marad, és a muszlim lakosság védelmére szolgál. Cserébe az autonomisták megígérték Hitlernek, hogy támogatják Bosznia-Hercegovina integrációját az NDH-ba.
Mandić 1944. április végén egy NDH kormánydelegációt vezetett Szarajevóba. Ott átadtak neki egy memorandumot, amely a muszlimok usztasák általi üldözését dokumentálta. A horvát politikusok nyomban elítélték a memorandumot, mint „az egyik legnagyobb muszlim támadást... az NDH szuverenitása és egysége ellen.” 1945 márciusában Mandić felszólította az NDH valamennyi etnikumú állampolgárát, hogy fejtsék ki gondolataikat az Usztasával, a háborúval és a kommunista jugoszláv partizánokkal kapcsolatban. Az ő támogatásával szerkesztette meg az NDH azt a memorandumot, melyet elküldtek Harold Alexander brit tábornagynak, a közel-keleti brit csapatok főparancsnokának és a tunéziai 18. hadseregcsoport parancsnokának, amelyben kifejezték azon szándékukat, hogy Hitler halála után átálljanak a szövetségesek oldalára. A memorandumot a szövetségesek figyelmen kívül hagyták.
Mandić a horvát kormány többi tagjával együtt 1945. május 8-án hagyta el Zágrábot, és Ausztriába távozott. Május 15-én megadta magát a briteknek, és politikai menedékjogot kért. A britek figyelmen kívül hagyták kérését, és három nappal később, május 18-án átadták a partizánoknak. Mandićot különféle háborús bűnökkel vádolták, és a zágrábi katonai bíróság elé állították. 1945. június 6-án ítélték halálra. Kivégzésére másnap került sor.

## Fordítás
- Ez a szócikk részben vagy egészben  a   Nikola Mandić című angol Wikipédia-szócikk ezen változatának fordításán alapul.  Az eredeti cikk szerkesztőit annak laptörténete sorolja fel. Ez a jelzés csupán a megfogalmazás eredetét és a szerzői jogokat jelzi, nem szolgál a cikkben szereplő információk forrásmegjelöléseként.